# 普拉納托宮
普拉納托宮（葡萄牙語：Palácio do Planalto、葡萄牙語發音：[paˈlasju du plaˈnawtu])）是位於巴西首都巴西利亞聯邦區的官方建築，是巴西總統的官方辦公場所。該建築由建築師奧斯卡·尼邁耶於1958年設計，並於1960年4月21日落成。自儒塞利諾·庫比契克以來，這裡一直是歷任巴西總統的辦公場所。建築物位於三權廣場，巴西國民議會以東，巴西最高法院對面。
作為總統的主要官邸之一，普拉納托宮與總統官邸晨曦宫齊名。除總統外，其他高級政府官員，包括副總統和參謀長也在普拉納托宮工作；其他政府部門大樓則是位於紀念軸周圍。作為巴西政府的所在地，「普拉納托宮」一詞經常被用作聯邦政府行政部門的代名詞。
該建築以現代主義風格建造，該建築與巴西利亞於1987年被聯合國教科文組織指定為世界文化遺產的一部分。

## 歷史
普拉納托宮原是巴西1960年新成立的聯邦首都「巴西利亞都市規劃」的關鍵性建築。奧斯卡·尼邁耶被選為設計該建築的建築師，該建築的工程則是由Construtora Rabello SA領導，於1958年7月10日開始施工。施工期間，行政辦公室的總部臨時設在巴西利亞郊區的卡特蒂尼奧 。
1960年4月21日，普拉納托宮在由時任總統儒塞利諾·庫比契克的宣布下正式落成。作為新首都首批落成的建築之一，該建築與國民議會和聯邦最高法院齊名。就職典禮有幾位外國領導人出席，並吸引了數千名觀眾參觀，因為它象徵著巴西首都從里約熱內盧轉移到該國的中心。
普拉納托宮的名稱得名於巴西高原（planalto 一詞意為高地），特別是巴西利亞所在的巴西中部高原。

### 2009—2010年修復
2009年3月，由於數十年的維護不善導致建築出現破壞及結構受損問題，路易斯·伊纳西奥·卢拉·达席尔瓦總統下令對宮殿進行大規模修復。修復工作於2010年8月24日完成，共耗資1.11億雷亞爾。 本次修復工程的重點是： 安裝新的電力、水和中央空調系統；徹底拆除內部空間並建造新的內部區域；修復外部的大理石和花崗岩立面; 建造一個可容納500輛汽車的地下停車場；此外還包括更換發電機；修復門窗；建造應急樓梯；和技術升級等設施升級。 
在修復過程中，巴西總統的行政辦公室暫時轉移到巴西銀行文化中心和伊塔馬拉蒂宮。

## 建築設計

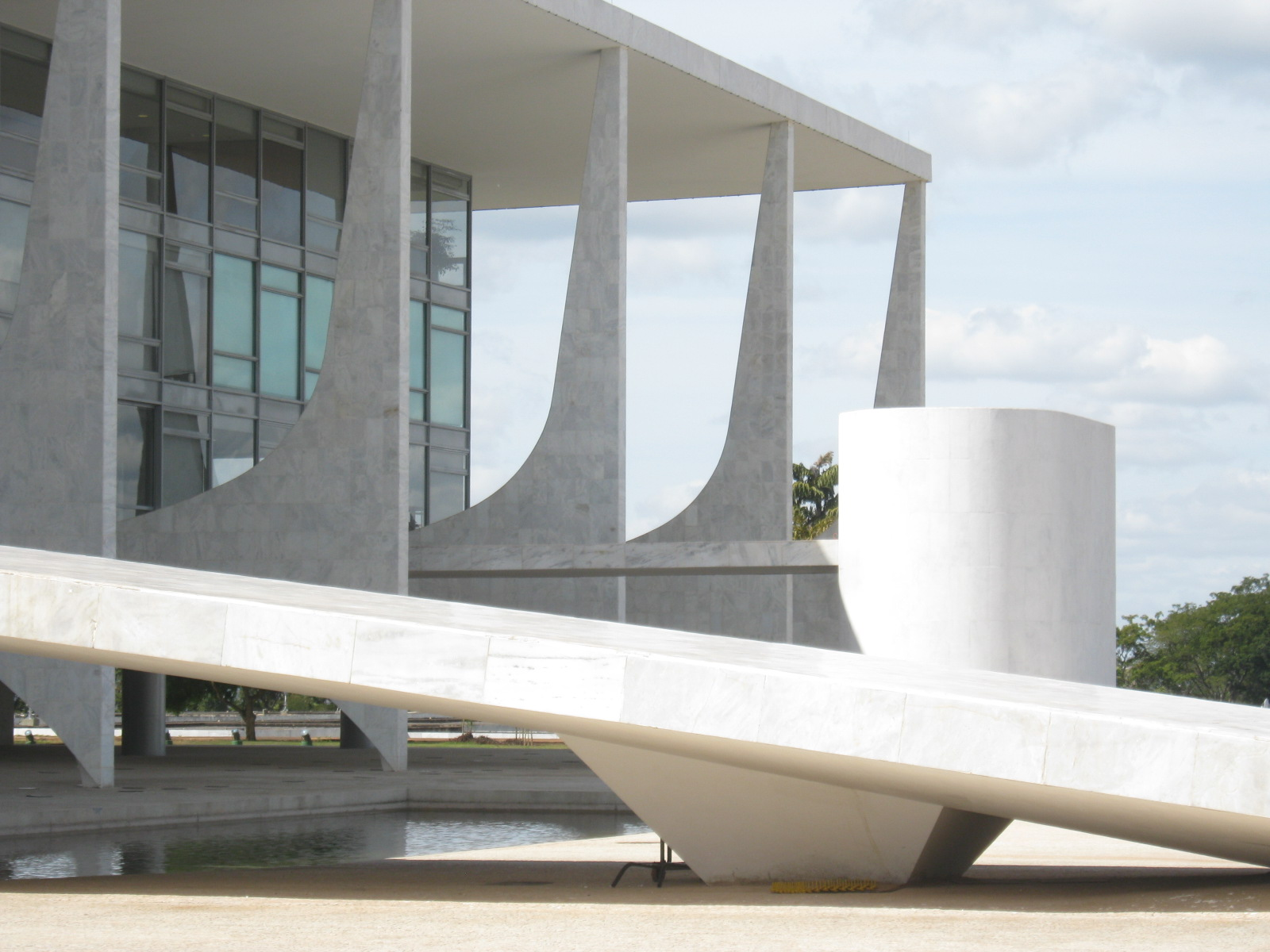
演講台的坡道。

普拉納托宮是新首都規劃的代表性建築。面積達36,000 平方公尺（390,000 平方英尺）。主樓地上四層，地下一層。直升機場位於大樓的北立面。尼邁耶的想法是使用細線和波浪來構成柱子和外部結構，以展現出建築簡約和現代的形象。宮殿的縱向線條則由一系列柱子保持，這些柱子的設計與晨曦宫的柱子有所不同，宮殿的立面由兩個重要元素組成：通往大廳的坡道和演講台（演講台），總統和外國元首可以在這裡向三權廣場的公眾發表演講。
1991年，為了加強宮殿周圍的安全而新建造了一個倒影池，並在巴西利亞漫長的旱季期間能夠平衡濕度水平。它的面積約為1,635平方公尺（17,600 平方英尺），擁有 1,900 立方公尺（67,000 立方英尺）的水域，水域深度為110 厘米（3.6英尺）。幾條锦鲤生活在池中。

### 一樓
一樓設施包括主接待區、門禁室和安保室、以及入口大廳和新聞辦公室。入口大廳經常展示與聯邦政府相關的主題展覽。大廳內有一座弗朗茲·魏斯曼的雕塑和三座澤津尼奧·德·特拉昆哈姆的雕塑。同樣位於一樓的是總統畫廊，收藏著巴西歷任總統的官方肖像。

### 二樓
二層共分為東廳、貴賓廳、西廳，以及最高會議室和新聞秘書處。東廳是總統簽署法令和其他立法的地方。貴人房又稱鏡廳，是宮殿中最大的房間，用於舉辦大型儀式，可容納1,000名賓客。這個大廳展示著哈羅德·巴羅佐（Haroldo Barroso）的雕塑《Evoluções》和賈尼拉·達·莫塔·席爾瓦的畫作《Os Orixás》。西廳專為中型活動而設計，可容納300至500人。由於其寬敞的空間和寬敞的天花板高度，它主要用於國際主題的活動。羅伯托·布雷·馬克思創作的大型面板則是該房間的主要裝飾。
最高會議室建於1990年，通常用於部長級、政府和總統會議。

### 三樓

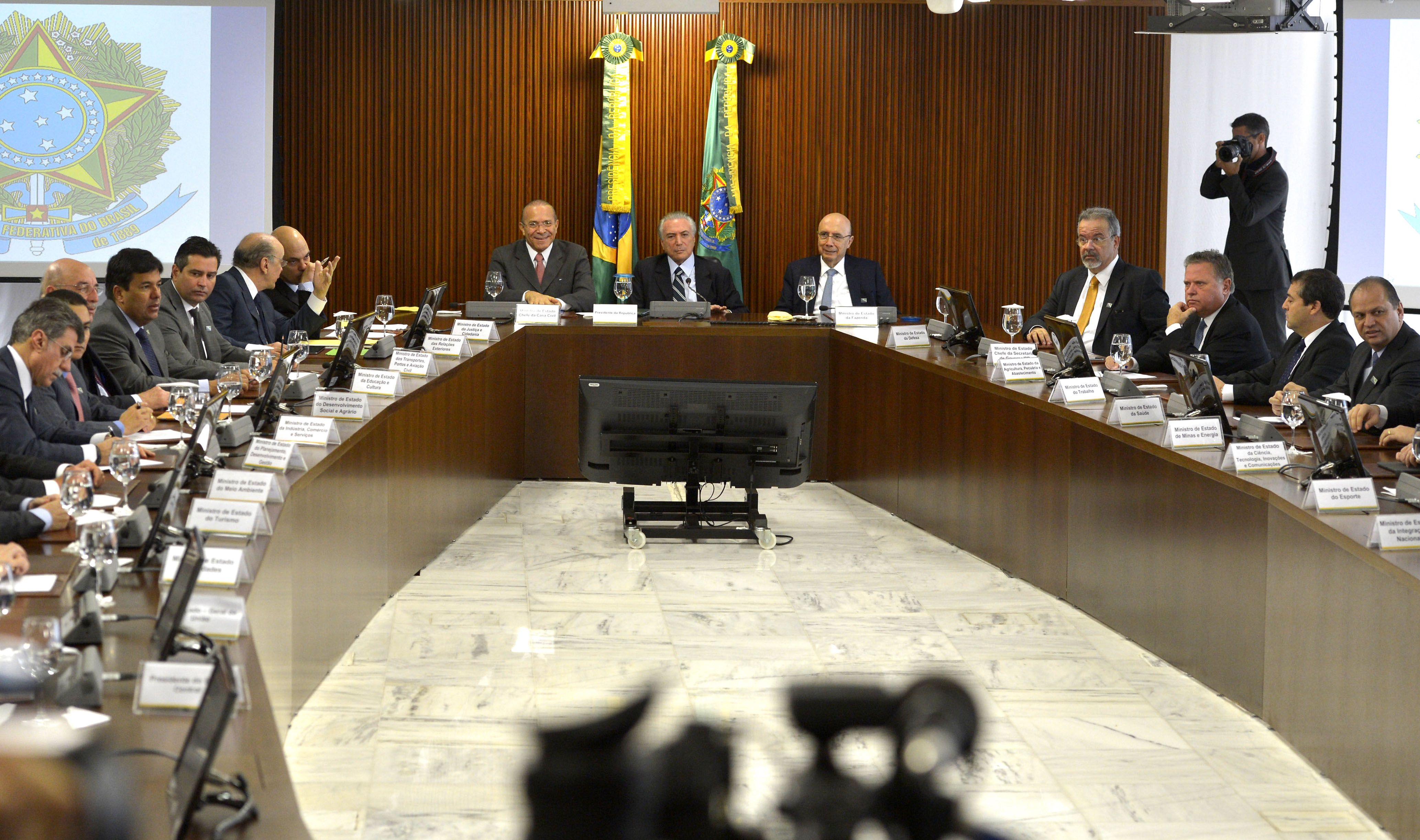
二樓的最高會議室
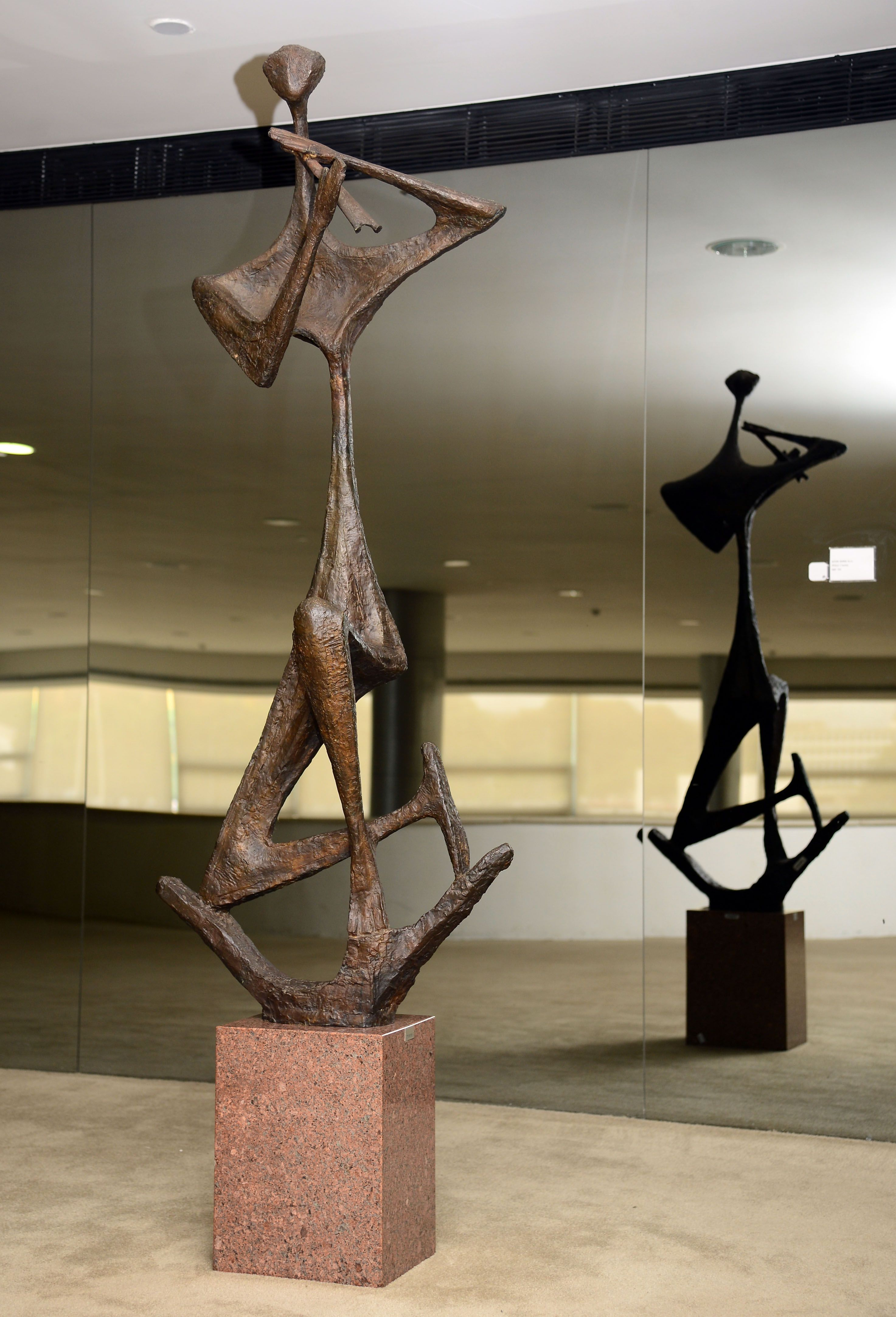
布魯諾·喬治（英语：Bruno_Giorgi）的《O Flautistas》青銅雕塑，位於二樓
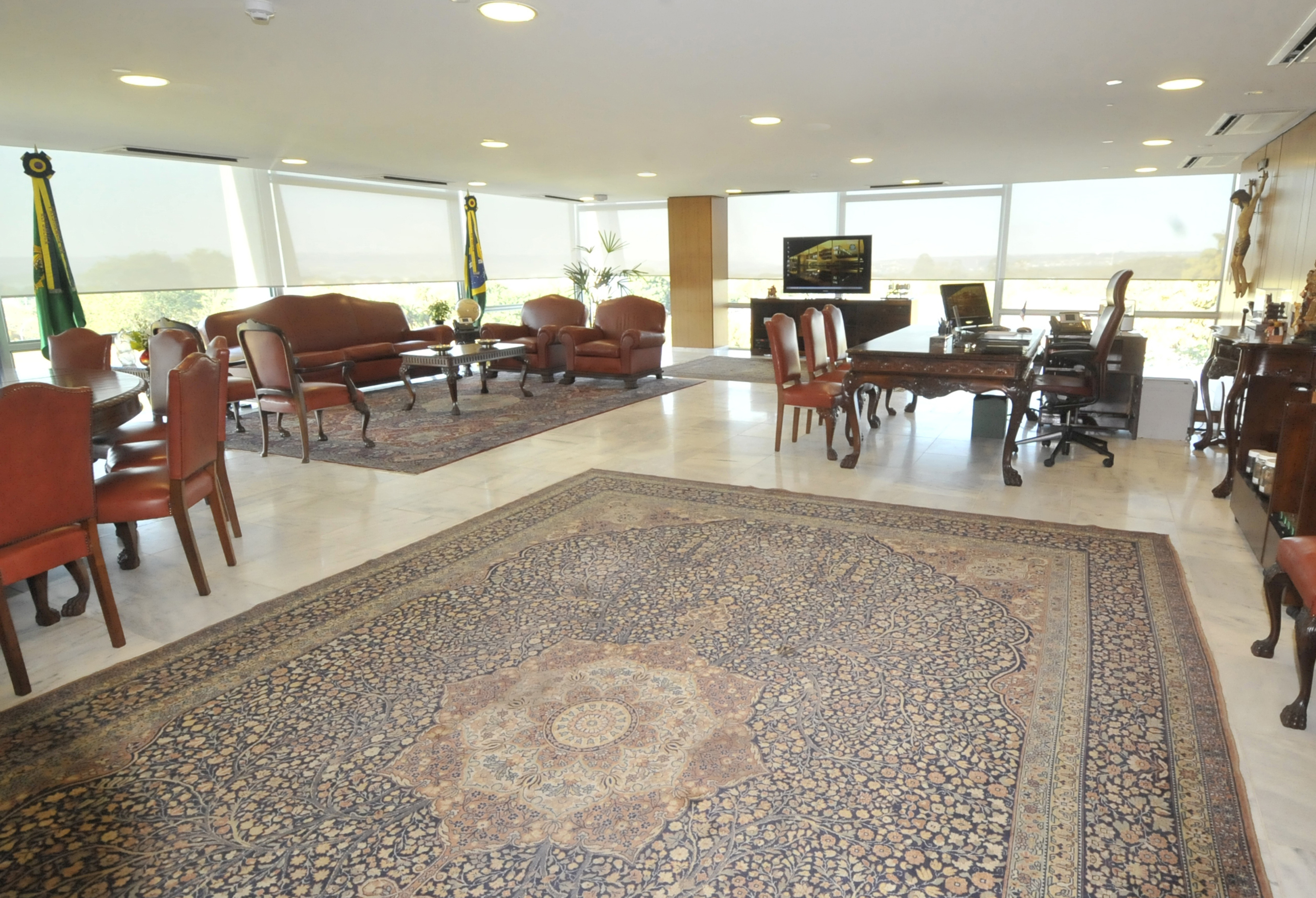
總統辦公室（路易斯·伊納西奧·盧拉·達席爾瓦執政期間）
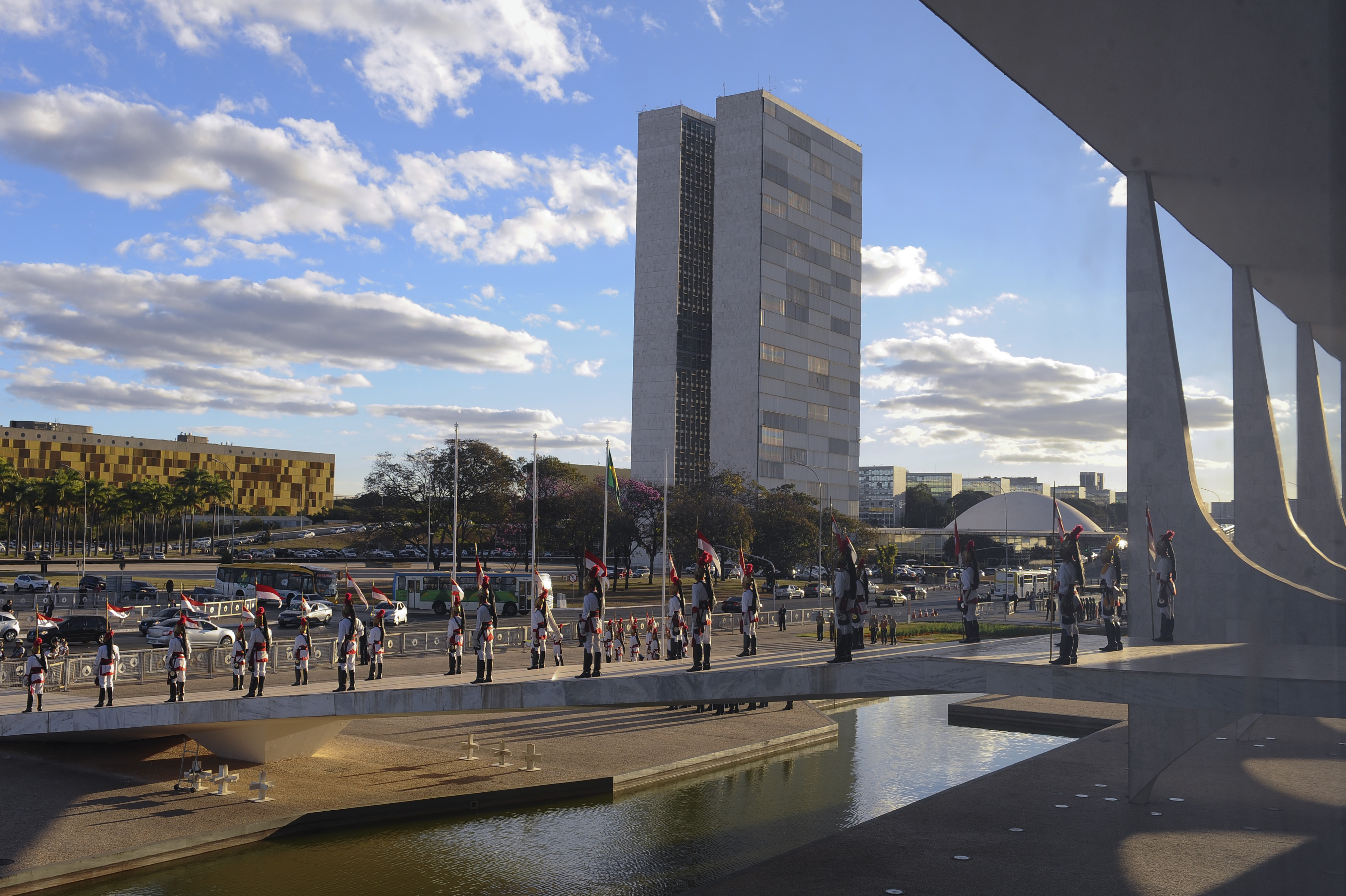
總統衛隊營在建築外站崗

三樓設有總統辦公室和高級職員辦公室。它還設有一個由等候室組成的夾層區域，以及貴族室、總統辦公室和高級顧問辦公室之間的流通區。等候室裝飾著塞爾吉奧·羅德里格斯和奧斯卡·尼邁耶的家具，以及埃米利亞諾·迪·卡瓦爾坎蒂、菲爾米諾·薩爾達尼亞、弗蘭斯·克拉傑伯格、杰拉爾多·德巴羅斯和弗蘭克·謝弗的畫作。由布魯諾·喬治創作的《O Flautistas》青銅雕塑也裝飾在該樓層。
總統辦公室由三個獨立的環境組成：辦公室、會議室和客房。裝飾著1940 年代至 60 年代的現代主義巴西家具，以及來自卡特泰宮的銀器。這個房間展示賈尼拉·達·莫塔·席爾瓦的兩幅大型畫作：《Colhendo Bananas》和《Praia do Nordeste》。會議室則用於總統和工作人員之間的私人會議。客房則用於總統與外國國家元首和政府首腦之間的正式會談。

### 四樓
四樓包含一個大型休息區和高級政府官員的辦公室，包括參謀長和機構安全內閣主任的辦公室。休息區是在2010年修復期間創建的，裝飾1960年代的現代主義巴西家具。休息室的展示品包括阿爾貝托·尼古拉（Alberto Nicola）的掛毯、布魯諾·喬治的蒂拉登特斯半身像草稿；和由 喬瓦尼·奧皮多（Giovanni Oppido）設計的《Cena Indígena》。通往休息室的側牆上還可以看到由阿多斯·布林康製作的兩塊大面板。

## 開放
普拉納托宮每週日上午9:30至下午2點向公眾開放。導覽時間為20分鐘。在一周內，只有授權人員才能進入大樓。通常會客者很難見到總統，因為他們經常被護送從北門進入宮殿或乘坐直升機抵達。宮殿前的坡道僅在特殊儀式期間使用，例如總統就職典禮和外國國家元首的國事訪問。
該建築現由巴西軍隊的總統衛隊營和第一衛隊騎兵團（“獨立龍騎兵”）保護。這兩個單位每六個月輪換一次守衛哨兵職責，並舉行衛兵交接儀式以紀念輪換。

## 圖片

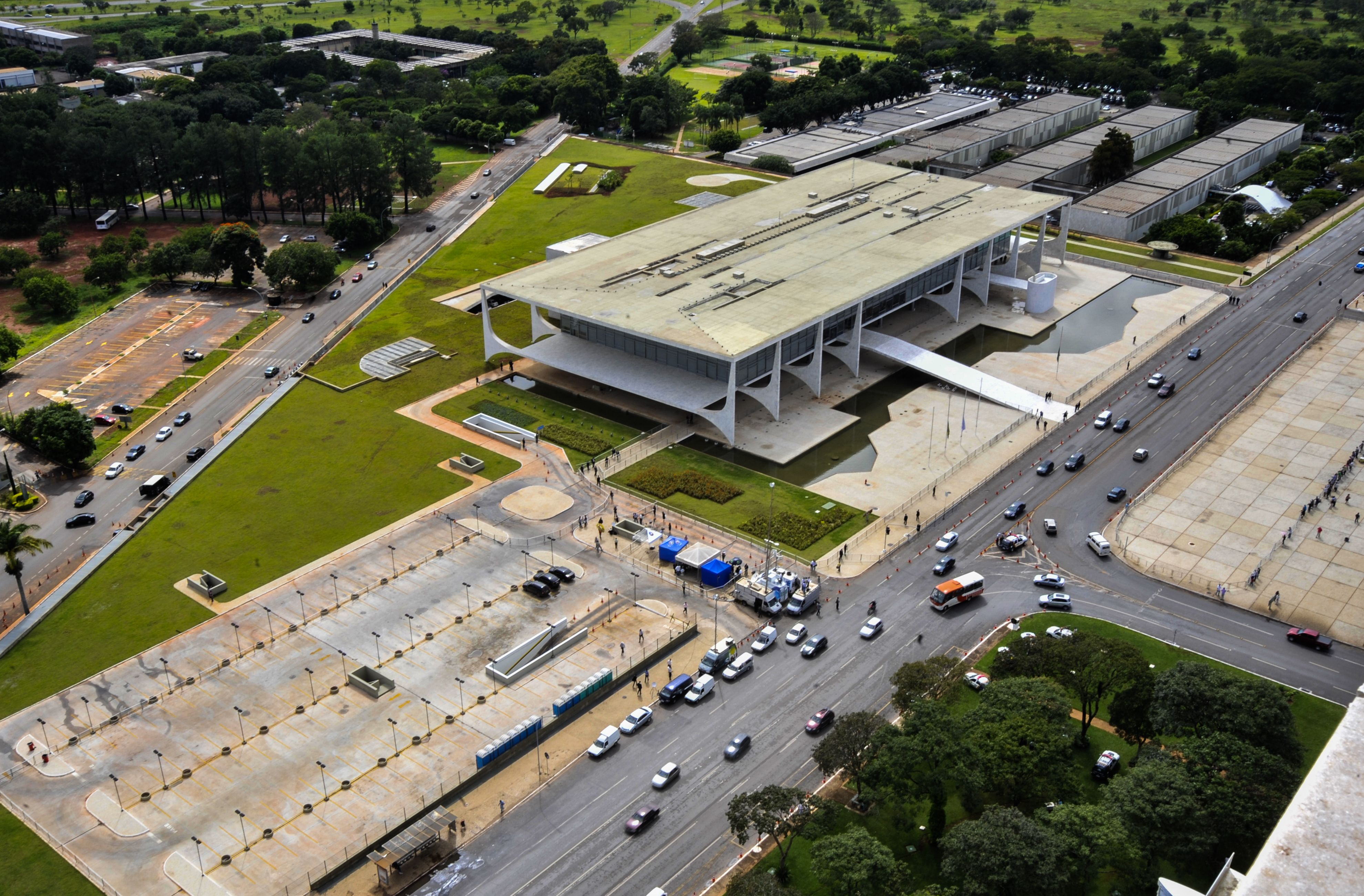
鳥瞰普拉納托宮
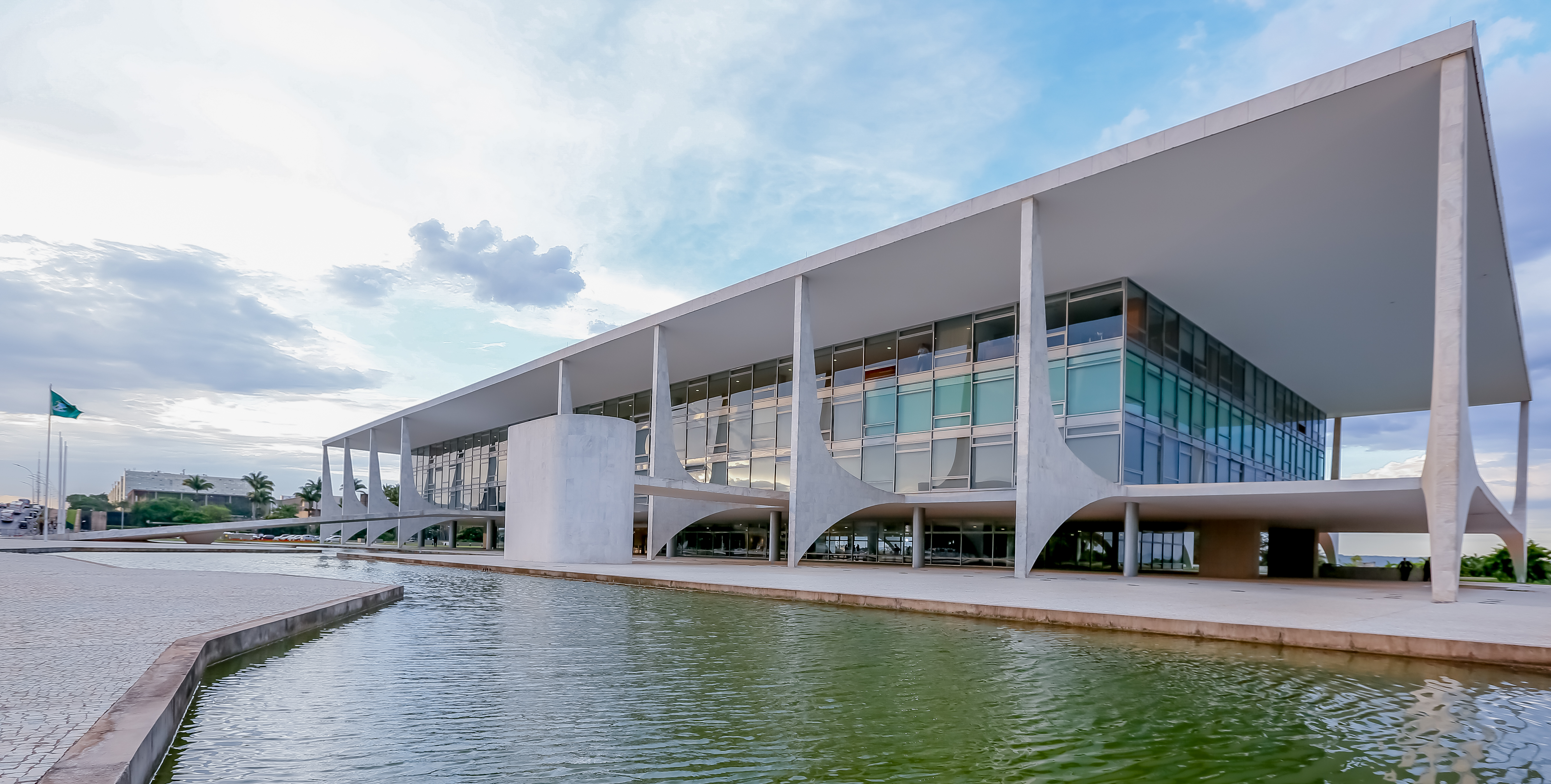
普拉納托宮與倒影池
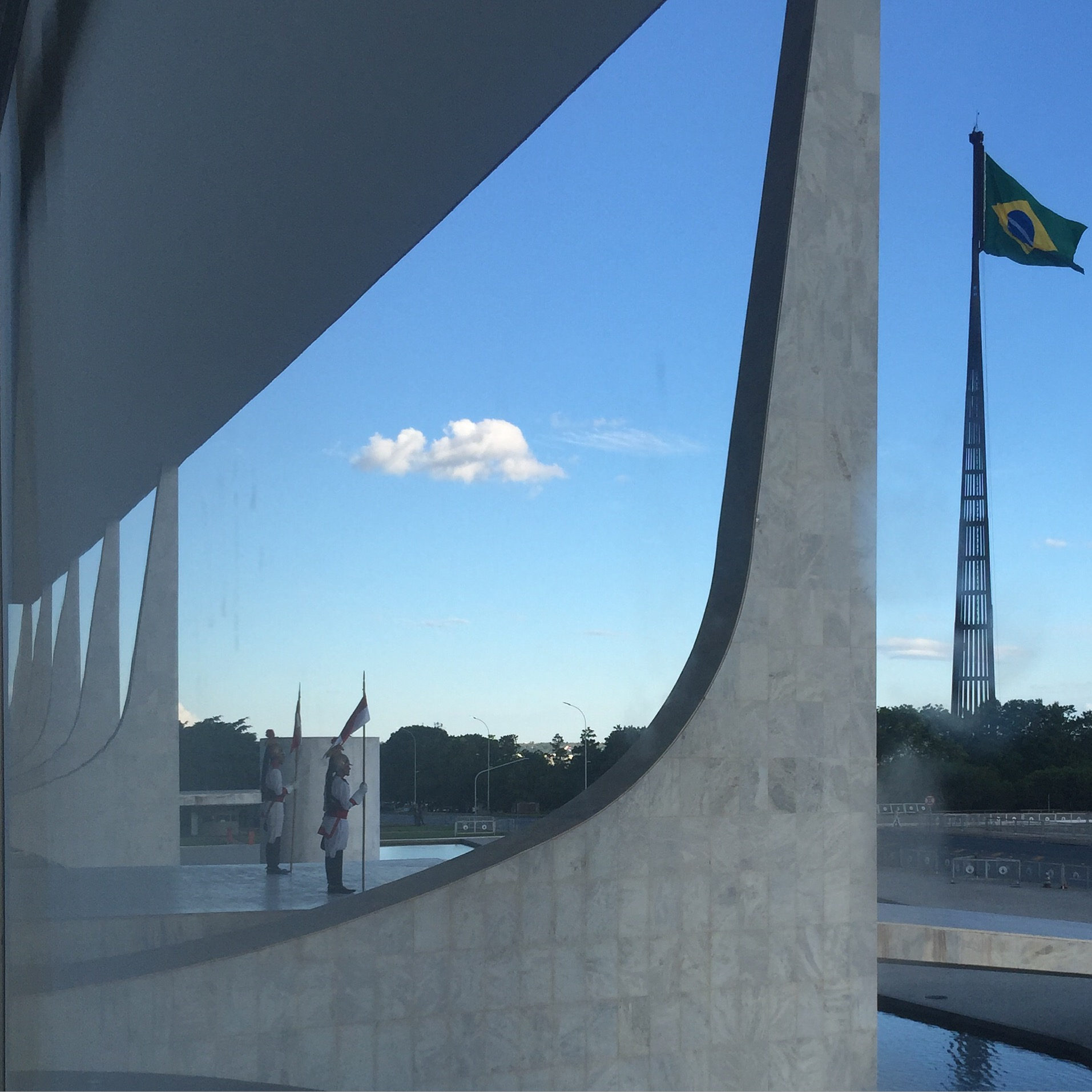
普拉納托宮的柱子
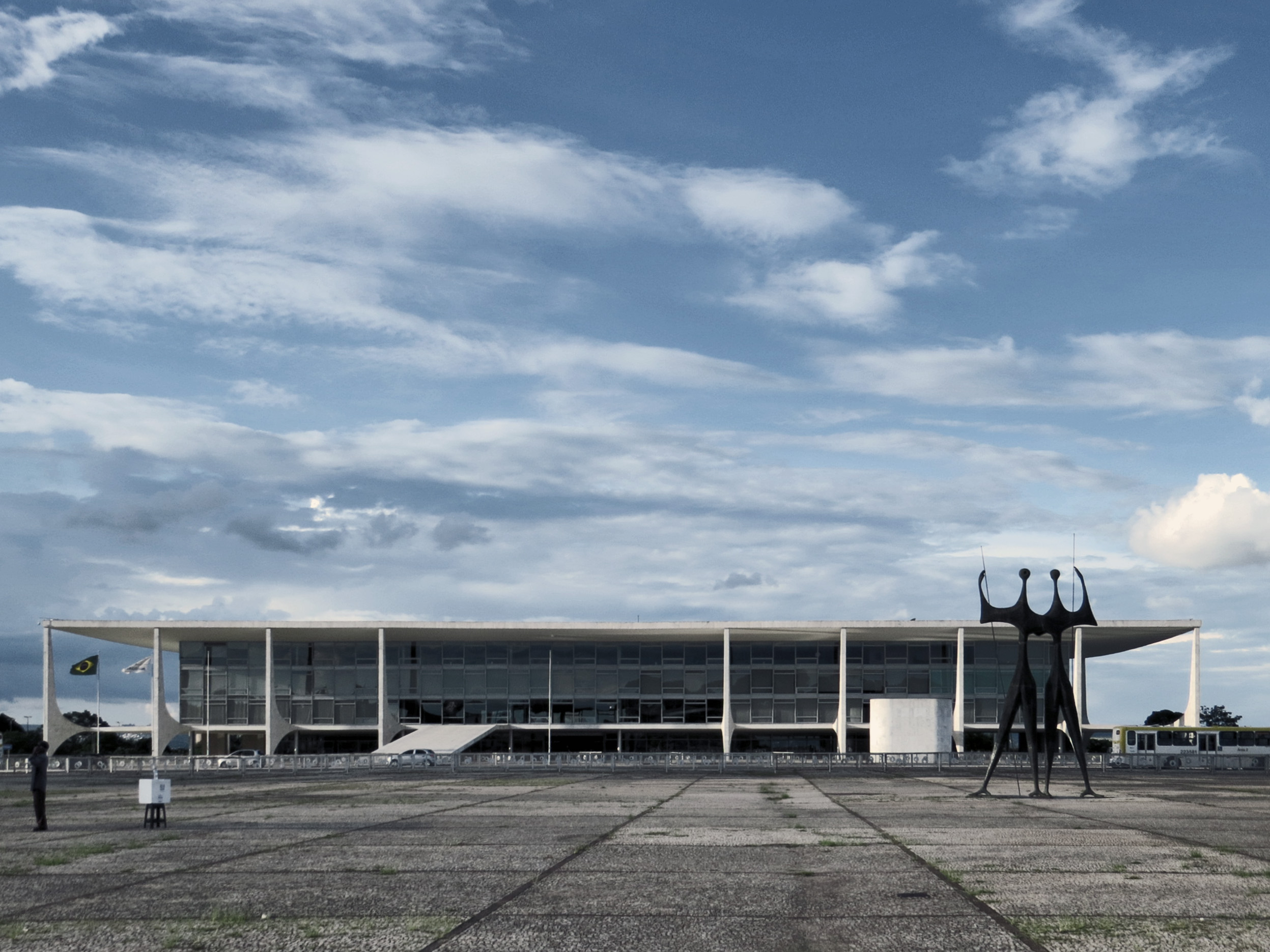
從三權廣場遙望普拉納托宮

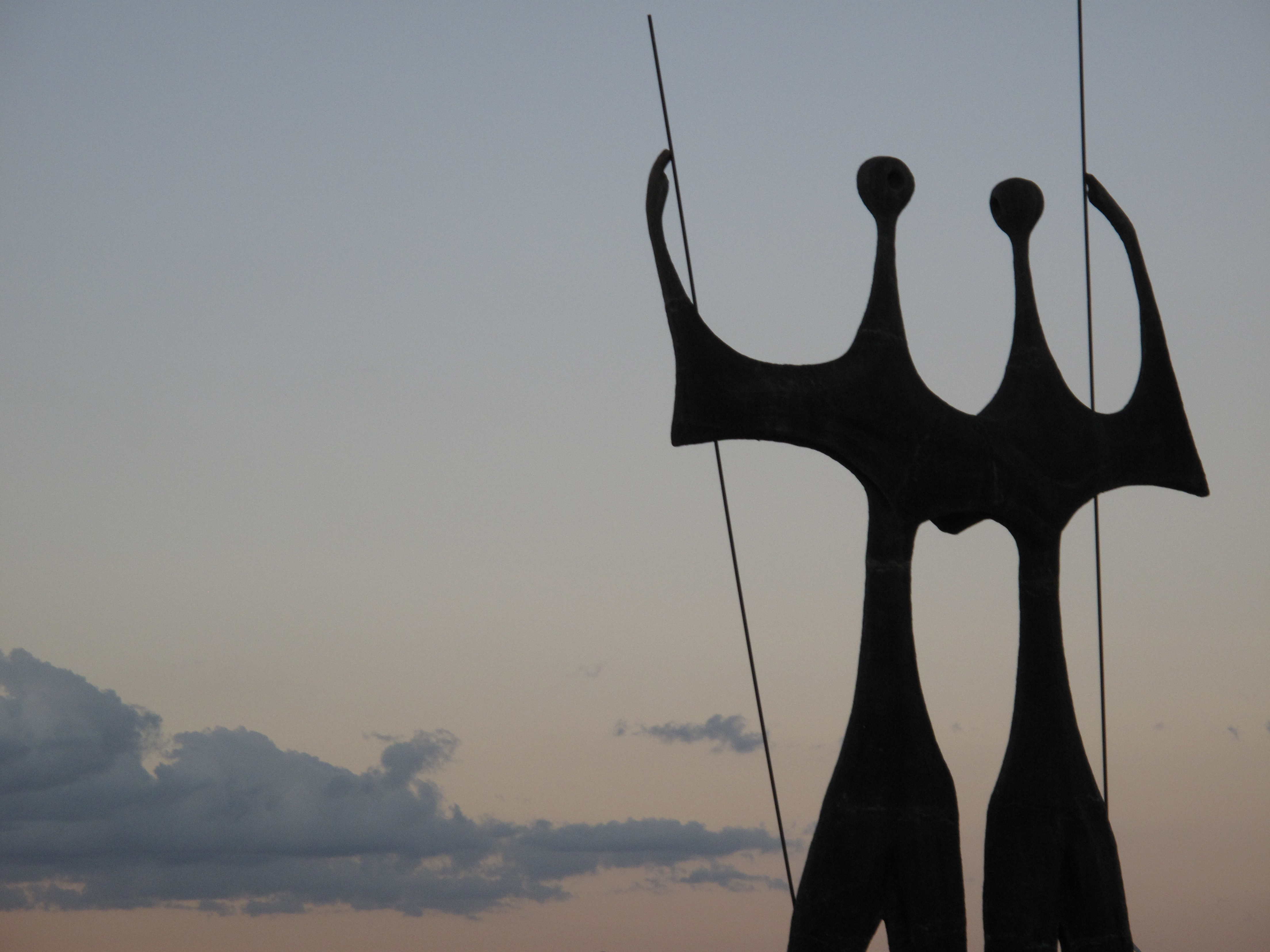
普拉納托宮前的《Os Candangos》雕塑
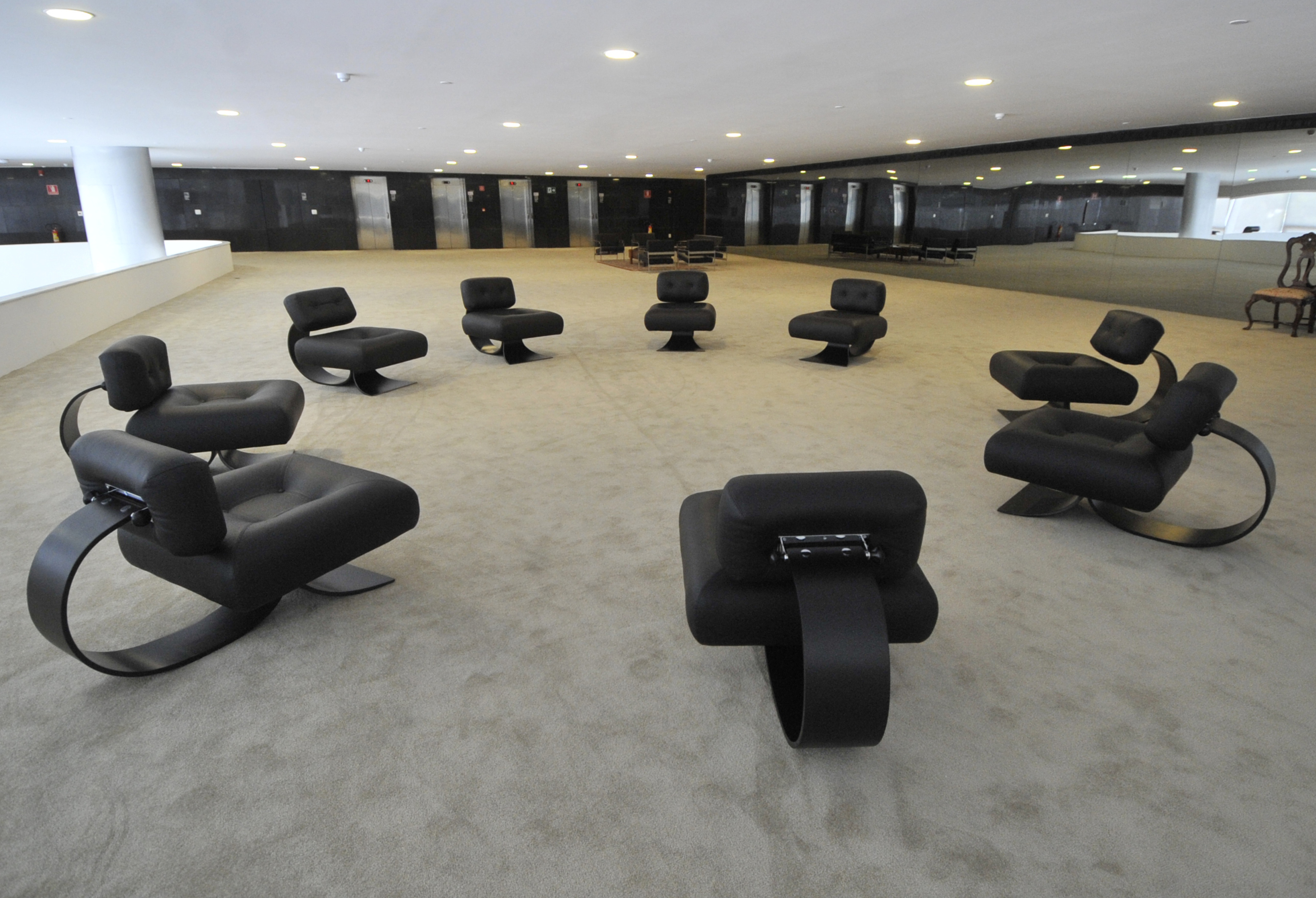
接待區
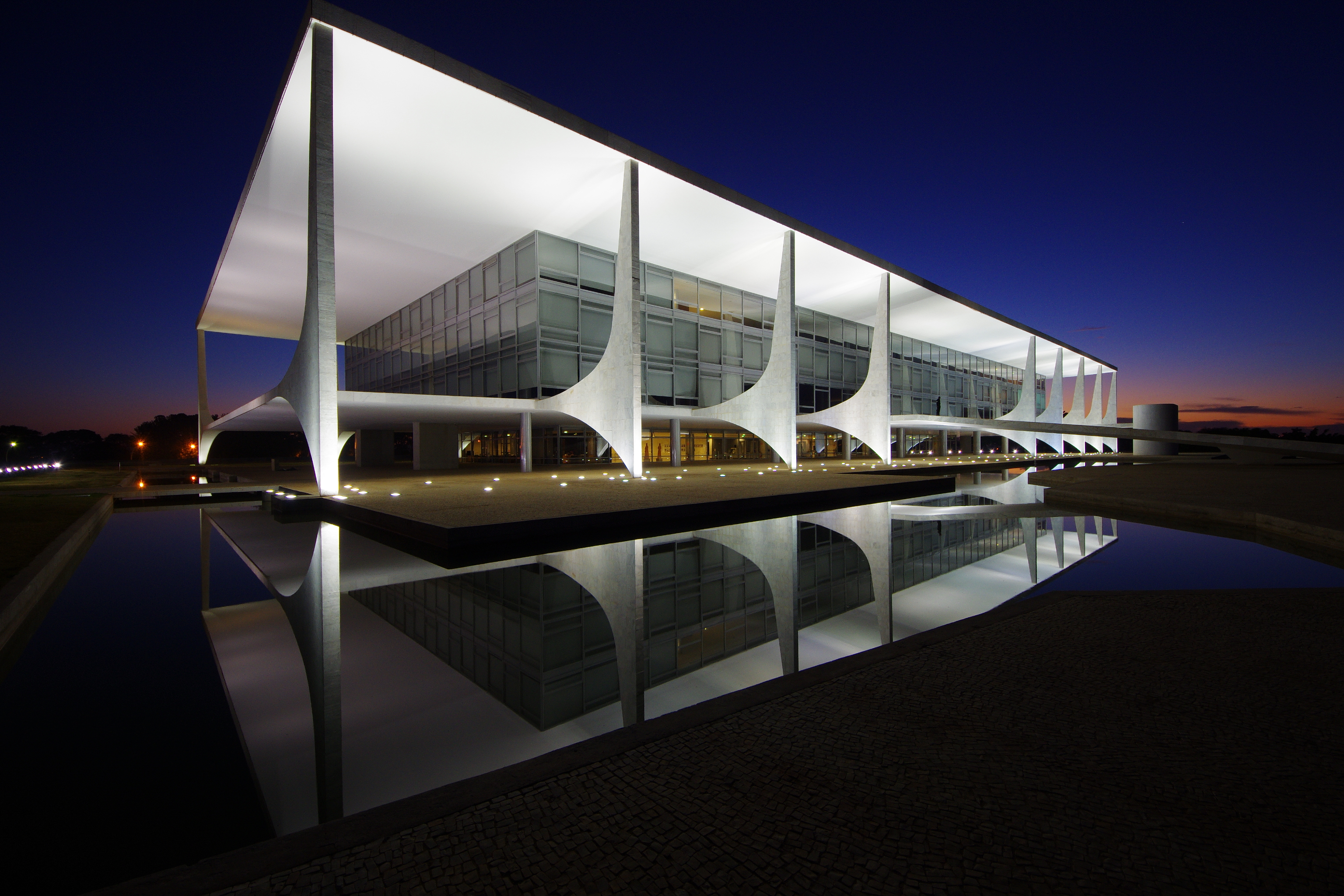
夜晚的普拉納托宮
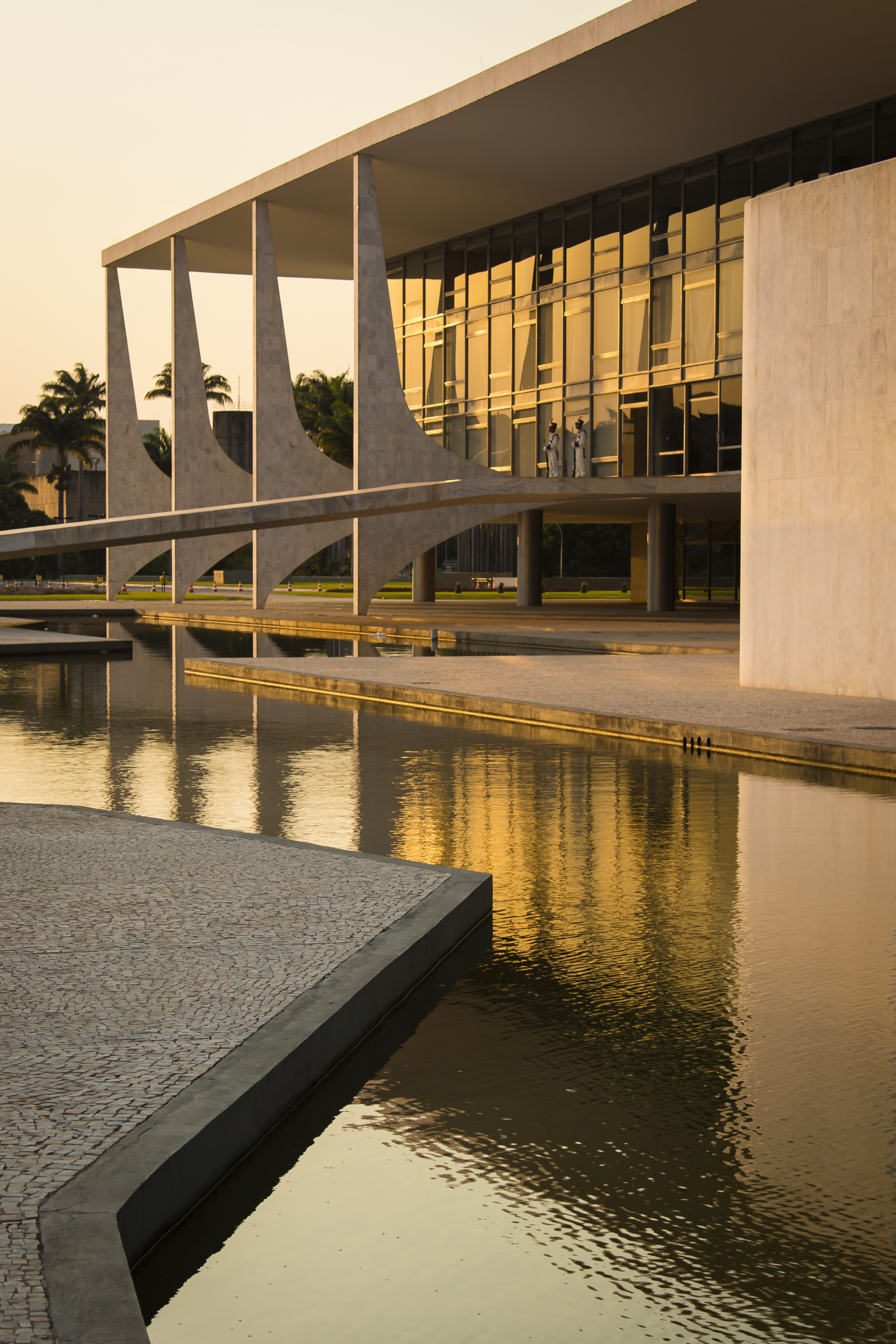
黃昏的普拉納托宮
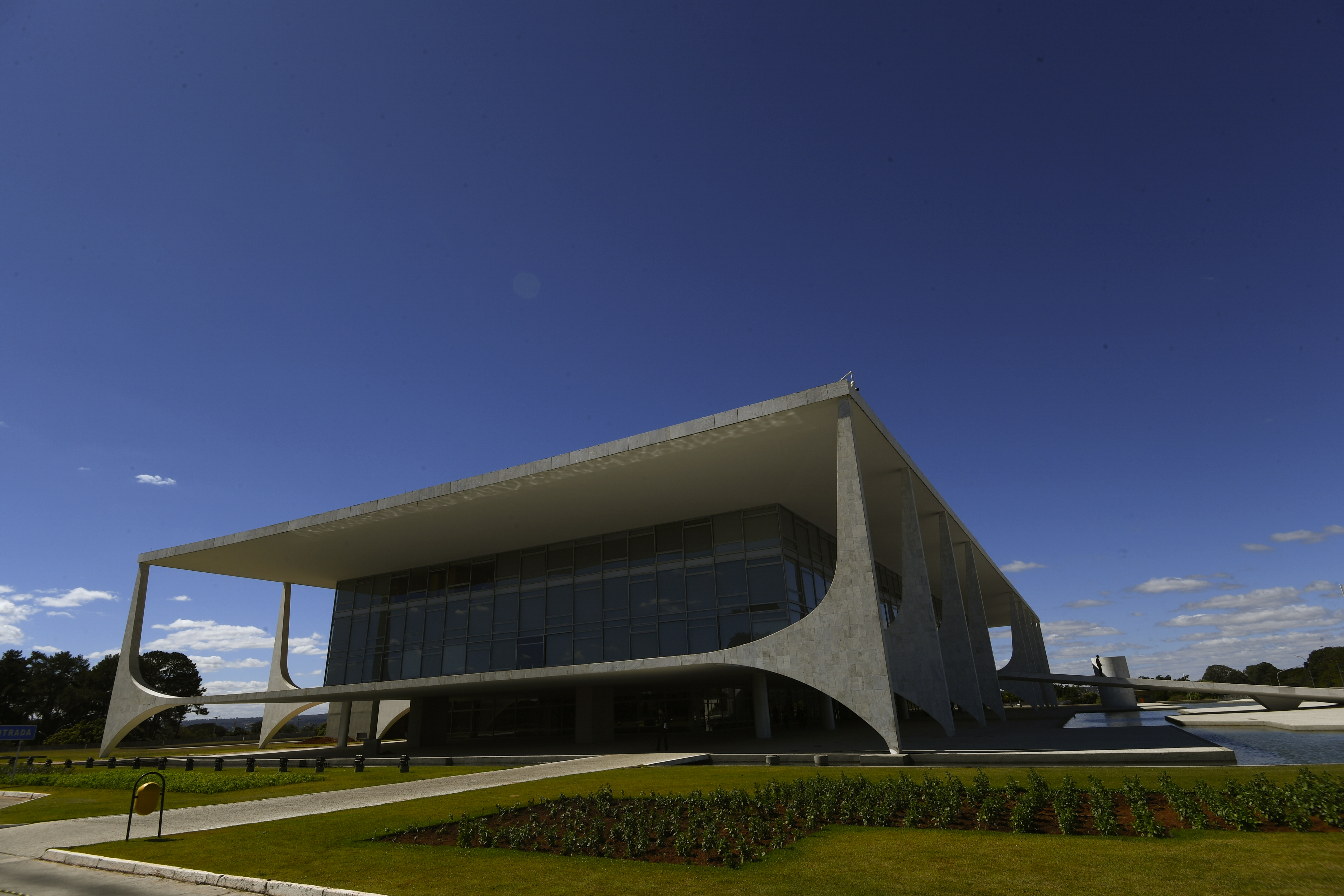
2020年的普拉納托宮

## 外部連結
- 官方网站
- 维基共享资源上的相關多媒體資源：普拉納托宮